# Tetragoneura beckeri
Tetragoneura beckeri är en tvåvingeart som beskrevs av Günther Enderlein 1910. Tetragoneura beckeri ingår i släktet Tetragoneura och familjen svampmyggor. Inga underarter finns listade i Catalogue of Life.